# YAWL
YAWL(Yet Another Workflow Language)은 워크플로 패턴을 기반으로 하는 워크플로 언어이다. 이는 실행 엔진, 그래픽 편집기 및 작업 목록 처리기를 포함하는 소프트웨어 시스템에서 지원된다. LGPL 라이선스에 따라 오픈 소스 소프트웨어로 제공된다.
YAWL의 프로덕션 수준 구현에는 프런트엔드 서비스 프로세스를 자동화하기 위한 영국의 First:utility 및 First:Telecom 배포와 영화 촬영 프로세스 조정을 위한 호주 영화 TV 및 라디오 학교의 배포가 포함된다. 또한 20개 이상의 대학에서 교육에도 사용되었다.

## 특징
- 워크플로우 패턴에 대한 포괄적인 지원.
- 4개의 눈 원칙과 연쇄 실행을 포함한 고급 자원 할당 정책을 지원.
- worklet 개념을 통해 워크플로우 모델의 동적 적응을 지원.
- 정교한 워크플로 모델 검증 기능(예: 디자인 타임의 교착 상태 감지)
- XML 스키마, XPath 및 XQuery를 기반으로 한 데이터 정의 및 조작을 위한 XML 기반 모델.
- 워크플로 인스턴스를 모니터링 및 제어하고 실행 로그에 액세스하기 위한 XML 기반 인터페이스.
- 타사 작업 목록/작업 핸들러를 포함하여 타사 웹 서비스를 시스템과 연결하기 위한 XML 기반 플러그인 인터페이스.
- XML 스키마에서 자동 양식 생성.

## 같이 보기
- 비즈니스 성과 관리
- 데이터 흐름
- 프로그래밍 언어
- 비주얼 프로그래밍 언어